# Stora Torg, Halmstad

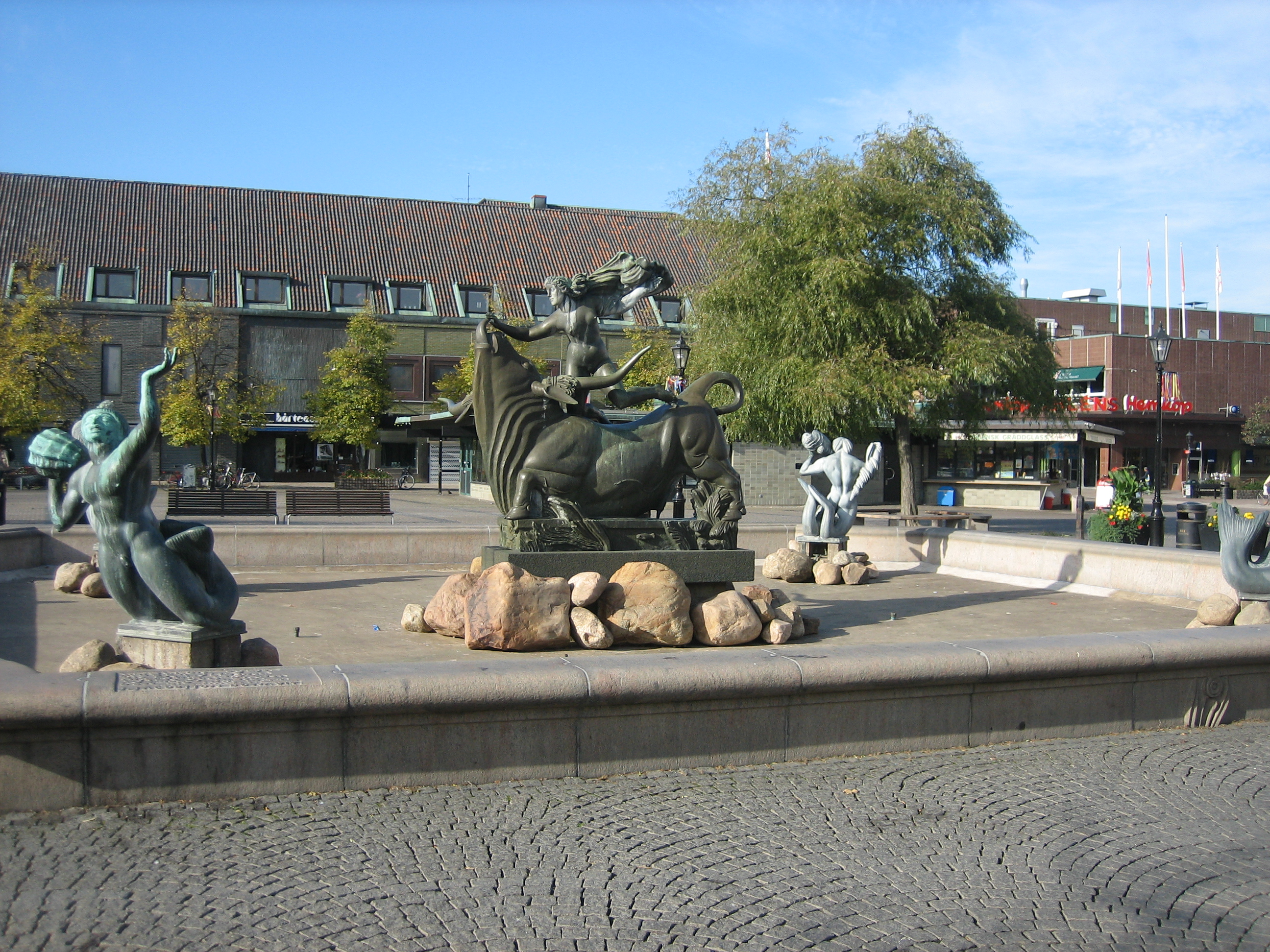
Carl Milles fontän Europa och Tjuren

Stora Torg är ett torg i Halmstad. Torget har sitt ursprung i stadens handelsplats under medeltiden.
Vid torget ligger Sankt Nikolai kyrka från 1300-talet, som efter branden 1619 är stadens enda bevarade medeltidsbyggnad.
I korsvirkeshuset från 1700-talet vid torget, nuvarande huset Tre Hjärtan, inrättades 1784 stadens hospital. Sjukhuset fanns där till 1735, varefter byggnaden köptes 1836 av Anders Julius Appeltofft, som samma år grundade Appeltofftska bryggeriet. Bryggeriet hade kontor och öllager i byggnaden och inrättade där också en utskänkning. Numera inryms där Wärdshuset Tre Hjärtan, vars namn kommer från stadens vapen med tre krönta hjärtan, vilket är känt sedan 1603. Bryggeriets tillverkning skedde i en intilliggande fastighet vid Hospitalsgatan.
Mitt på torget står Carl Milles fontän Europa och Tjuren i granit och brons, som kom på plats i november 1926. Framför Halmstads rådhus i det sydöstra hörnet 'står granitskulpturen Kungamötet av Edvin Öhrström från 1952, med referens till mötet mellan Gustav II Adolf och Kristian IV på Halmstads slott 1619.
På torget bedrivs torghandel måndagar–lördagar och det omges  av butiker och serveringar. Butikerna på östra sidan ligger delvis i en tidigare Domusvaruhusbyggnad från 1966 och butikerna på västra sidan delvis i en tidigare byggnad för varuhuset EPA från 1967. Byggnaderna ingick i den genomgripande stadsomvandlingen på 1960-talet, då också ett parkeringsgarage byggdes under Stora Torg. Vid detta tillfälle togs också planteringen av pilträd runt torgfontänen bort.

## Bildgalleri

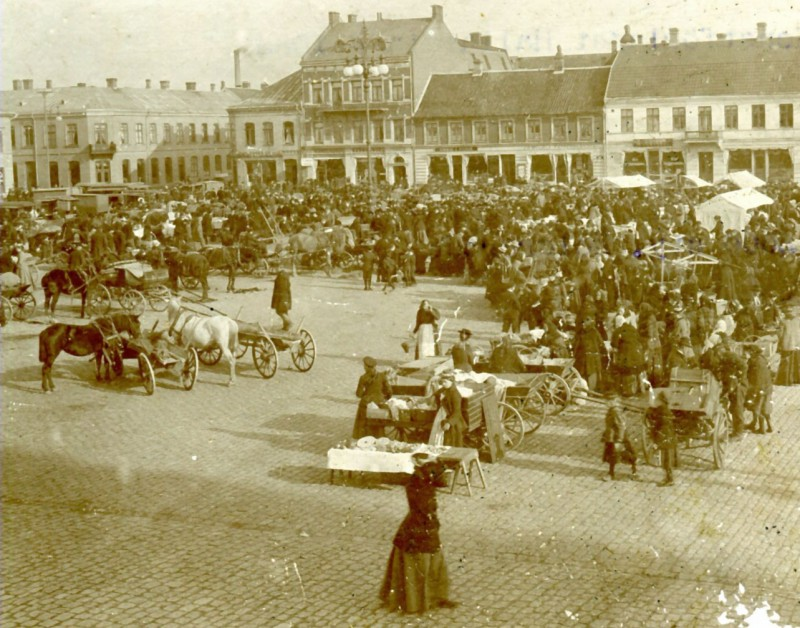
Marknadshandel på Stora Torg, 1800-tal
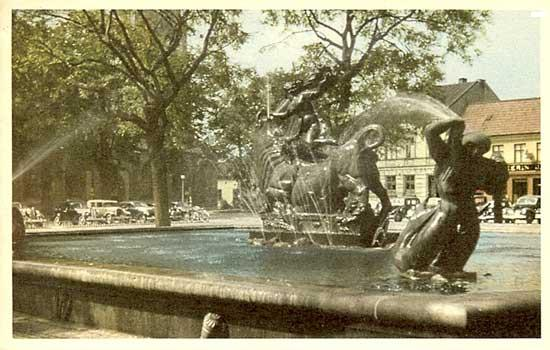
Stortorget 1939
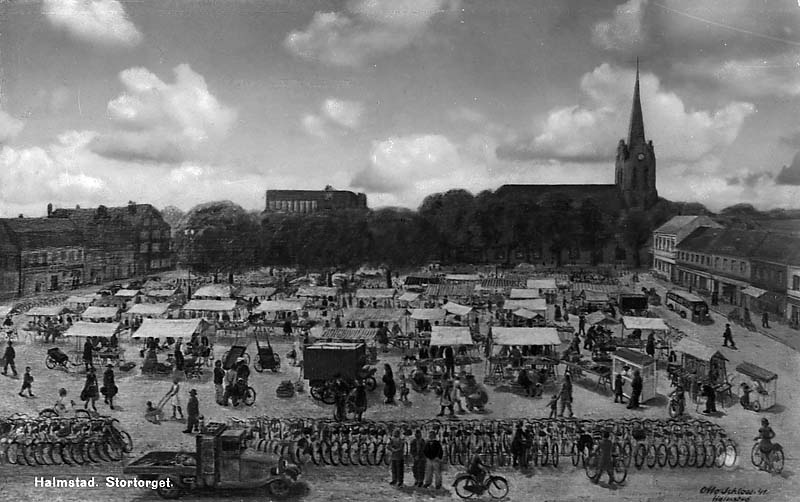
Saluhandel 1941
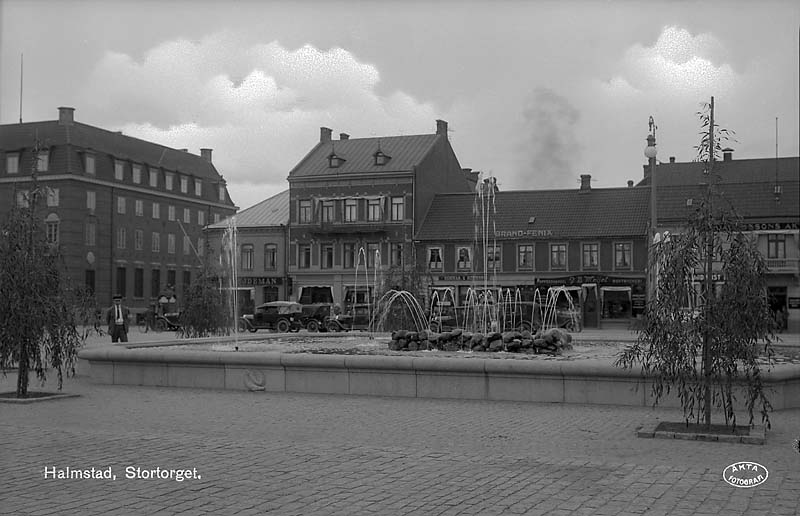
Stora Torg, 1940- eller 1950-tal
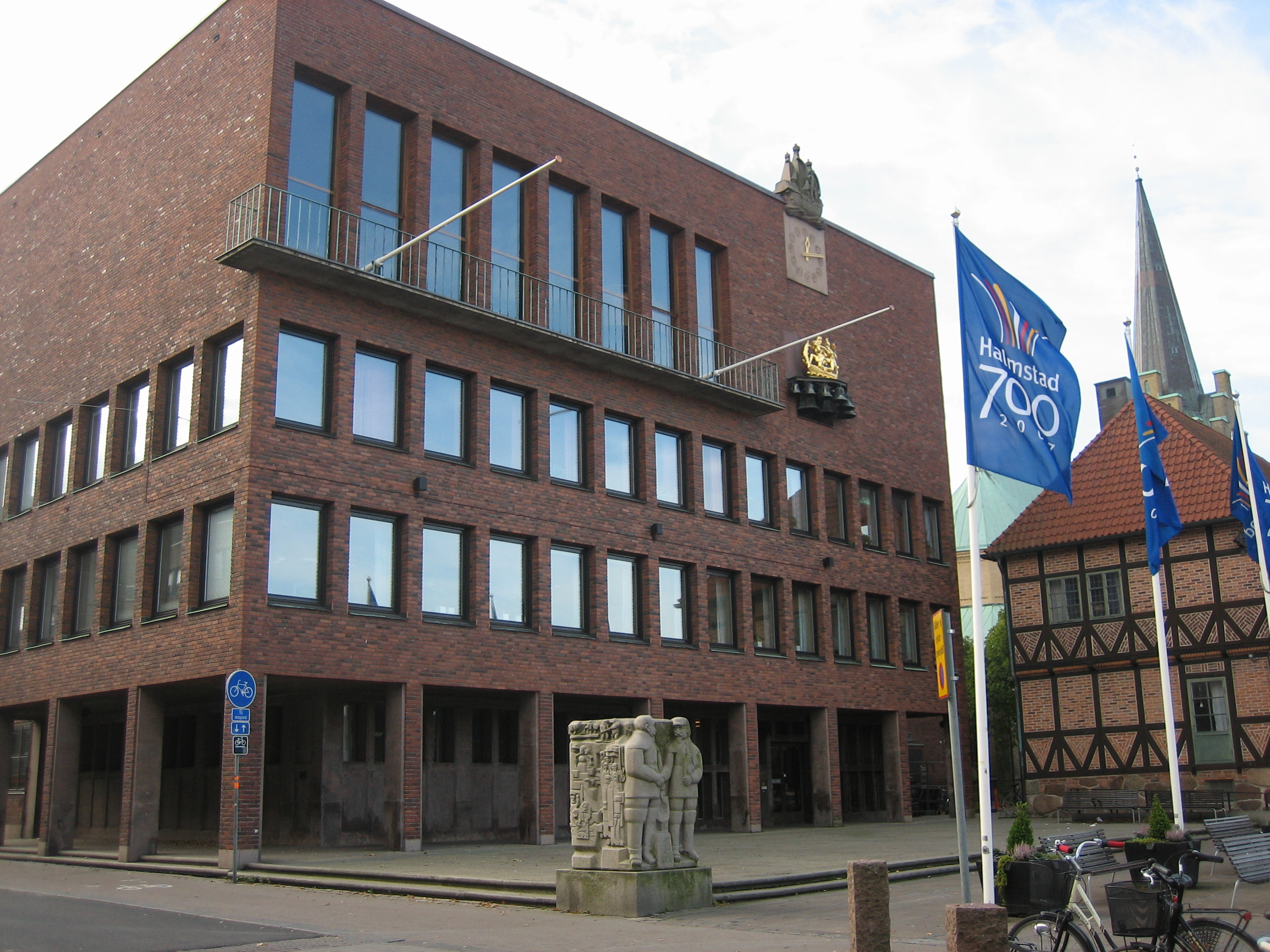
Halmstads rådhus